# Condado de Cass (Illinois)
O Condado de Cass é um dos 102 condados do estado americano de Illinois. A sede do condado é Virgínia, e sua maior cidade é Beardstown. O condado possui uma área de 994 km² (dos quais 20 km² estão cobertos por água), uma população de 13 695 habitantes, e uma densidade populacional de 14 hab/km² (segundo o censo nacional de 2000). O condado foi fundado em 1837.